# 이천종합운동장 보조경기장
이천종합운동장 보조경기장(利川綜合運動場補助競技場, Icheon Sports Complex Auxiliary Stadium)은 대한민국 경기도 이천시에 있는 스포츠 시설이다. 인조잔디 필드가 갖춰진 축구장 2면으로 구성되어 있으며, 2008년에 준공되었다.

## 참고 문헌
- “이천종합운동장”. 이천시체육지원센터.
- 《전국 공공체육 시설 현황 (2017년말 기준)》. 대한민국 문화체육관광부. 2019.

## 같이 보기
- 이천종합운동장